# Mesechites angustifolius
Mesechites angustifolius là một loài thực vật có hoa trong họ La bố ma. Loài này được (Poir.) Miers mô tả khoa học đầu tiên năm 1878.